# Edoardo Amaldi ATV
La Edoardo Amaldi, o Vehicle de Transferència Automatitzat 003 (ATV-003), és un vehicle espacial  europeu  de subministraments que rep el seu nom del científic  italià Edoardo Amaldi. que va ser llançat el 23 de març de 2012 i es va acoblar al mòdul rus de la ISS el 29 de març 2012 en una missió per proveir l'Estació Espacial Internacional (ISS) amb combustibles, aigua, aire, i altres carregaments. És el tercer ATV, el primer va ser la  Jules Verne i el segon la  Johannes Kepler.
La Edoardo Amaldi va ser construïda a  Bremen (Alemanya) i Torí (Itàlia), i va ser llançada per Arianespace, en nom de l'Agència Espacial Europea, en un coet  Ariane 5ES des del Port espacial de Kourou a Kourou, Guyana francesa.

## Càrrega útil de la missió
| Càrrega                                 | Massa   |
| --------------------------------------- | ------- |
| Combustible control d'actitud ISS       | 3150 kg |
| Combustible ISS                         | 860 kg  |
| Gas d'oxigen                            | 100 kg  |
| Aigua                                   | 285 kg  |
| Càrrega en sec (aliments, roba, equips) | 2200 kg |
| Total                                   | 6595 kg |

Font: ESA

## Missions ATV
| Designació | Nom              | Data Llançament      | Data Acoblament ISS  | Data Reentrada         | Notes                       |
| ---------- | ---------------- | -------------------- | -------------------- | ---------------------- | --------------------------- |
| ATV-001    | Jules Verne      | 9 de març de 2008    | 3 d'abril de 2008    | 29 de setembre de 2008 | [ 6 ] [ 7 ]                 |
| ATV-002    | Johannes Kepler  | 16 de febrer de 2011 | 24 de febrer de 2011 | 21 de juny de 2011     | [ 8 ] [ 9 ]                 |
| ATV-003    | Edoardo Amaldi   | 23 de març de 2012   | 28 de març de 2012   | 4 d'octubre de 2012    | [ 10 ] [ 11 ] [ 12 ] [ 13 ] |
| ATV-004    | Albert Einstein  | 5 de juny de 2013    | 15 de juny de 2013   | 28 d'octubre 2013      | [ 14 ]                      |
| ATV-005    | Georges Lemaître | 29 de juliol de 2014 | 12 d'agost de 2014   | 15 de febrer de 2015   | [ 15 ] [ 16 ]               |
|            |                  |                      |                      |                        |                             |